# Portrait Records
Portrait Records fue una compañía discográfica filial de Epic Records, fundada en 1976. La mayoría de sus fondos discográficos son distintos estilos, entre ellos el pop, jazz, rock. 
En 2000, la compañía obtuvo la firma del contrato de la banda de heavy metal Iron Maiden, a las publicaciones del grupo sólo en los Estados Unidos editando con ella el disco Rock In Rio.

## Artistas con Portrait Records
- Iron Maiden
- Joan Báez
- Burton Cummings
- The McCrarys
- Heart
- Aldo Nova
- Hawaiian Pups
- Ratt
- Cinderella
- Great White
- The Union Underground
- Mars Electric

- Datos: Q1110777
- Multimedia: Portrait Records / Q1110777